# Babina (Polska)
Babina – wieś w Polsce, położona w województwie łódzkim, w powiecie łaskim, w gminie Widawa.
W latach 1975–1998 miejscowość należała administracyjnie do województwa sieradzkiego.
Według danych ze Spisu powszechnego z 30 września 1921 r. wieś liczyła 46 mieszkańców, w tym 29 mężczyzn i 16 kobiet. Zamieszkiwali oni w 5 budynkach. W tej liczbie wyznania rzymskokatolickiego było 46 osób, narodowość polską podało także 46 mieszkańców.